# العلاقات الصينية الجورجية
العلاقات الصينية الجورجية هي العلاقات الثنائية التي تجمع بين الصين وجورجيا.

## مقارنة بين البلدين
هذه مقارنة عامة ومرجعية للدولتين:
| وجه المقارنة                                              | الصين                    | جورجيا                          |
| --------------------------------------------------------- | ------------------------ | ------------------------------- |
| المساحة (كم2)                                             | 9.60 مليون               | 69.70 ألف                       |
| عدد السكان (نسمة)                                         | 1.33 مليار               | 3.72 مليون                      |
| الكثافة السكانية (ن./كم²)                                 | 138.54                   | 53.37                           |
| العاصمة                                                   | بكين                     | تبليسي، كوتايسي                 |
| اللغة الرسمية                                             | اللغة الصينية القياسية   | اللغة الجورجية، اللغة الأبخازية |
| العملة                                                    | رنمينبي                  | لاري جورجي                      |
| الناتج المحلي الإجمالي (بليون دولار)                      | 12.24 تريليون            | 15.16 مليار                     |
| الناتج المحلي الإجمالي (تعادل القوة الشرائية) بليون دولار | 19.82 تريليون            | 35.68 مليار                     |
| الناتج المحلي الإجمالي الاسمي للفرد دولار أمريكي          | 8.03 ألف                 | 3.79 ألف                        |
| الناتج المحلي الإجمالي للفرد دولار أمريكي                 | 13.21 ألف                |                                 |
| مؤشر التنمية البشرية                                      | 0.728                    | 0.754                           |
| رمز المكالمات الدولي                                      | +86                      | +995                            |
| رمز الإنترنت                                              | .cn، .中国 ‏، .中國 ‏      | .ge، .გე ‏                       |
| المنطقة الزمنية                                           | توقيت الصين، ت ع م+08:00 | ت ع م+04:00                     |

## مدن متوأمة
في ما يلي قائمة باتفاقيات التوأمة بين مدن صينية وجورجية:
- ترتبط أورومتشي مع باطوم باتفاقية توأمة منذ 2004.[14][14]
- ترتبط زيبو مع باطوم باتفاقية توأمة.[15]
- ترتبط تيانجين مع كوتايسي باتفاقية توأمة منذ 18 أكتوبر 2001.[16][17][16][16]

## منظمات دولية مشتركة
يشترك البلدان في عضوية مجموعة من المنظمات الدولية، منها:
| علم المنظمة | اسم المنظمة                   | تاريخ انضمام الصين | تاريخ انضمام جورجيا |
| ----------- | ----------------------------- | ------------------ | ------------------- |
|             | يونسكو                        | 4 نوفمبر 1946      | 7 أكتوبر 1992       |
|             | الفريق المعني برصد الأرض      | ?                  | ?                   |
|             | مؤسسة التمويل الدولية         | 15 يناير 1969      | 29 يونيو 1995       |
|             | مؤسسة التنمية الدولية         | 24 سبتمبر 1960     | 31 أغسطس 1993       |
|             | منظمة التجارة العالمية        | 11 ديسمبر 2001     | 14 يونيو 2000       |
|             | الاتحاد البريدي العالمي       | ?                  | ?                   |
|             | الاتحاد الدولي للاتصالات      | 1 سبتمبر 1920      | 7 يناير 1993        |
|             | الأمم المتحدة                 | 25 أكتوبر 1971     | 31 يوليو 1992       |
|             | البنك الدولي للإنشاء والتعمير | 27 ديسمبر 1945     | 7 أغسطس 1992        |
|             | المنظمة الهيدروغرافية الدولية | ?                  | ?                   |

## وصلات خارجية
- موقع وزارة الخارجية الصينية
- موقع وزارة الخارجية الجورجية